# Litewniki Nowe (gromada)
Litewniki Nowe – dawna gromada, czyli najmniejsza jednostka podziału terytorialnego Polskiej Rzeczypospolitej Ludowej w latach 1954–1972.
Gromady, z gromadzkimi radami narodowymi (GRN) jako organami władzy najniższego stopnia na wsi, funkcjonowały od reformy reorganizującej administrację wiejską przeprowadzonej jesienią 1954 do momentu ich zniesienia z dniem 1 stycznia 1973, tym samym wypierając organizację gminną w latach 1954–1972.
Gromadę Litewniki Nowe z siedzibą GRN w Litewnikach Nowych (w obecnym brzmieniu Nowe Litewniki) utworzono – jako jedną z 8759 gromad na obszarze Polski – w powiecie bialskim w woj. lubelskim na mocy uchwały nr 5 WRN w Lublinie z dnia 5 października 1954. W skład jednostki weszły obszary dotychczasowych gromad Litewniki Nowe, Litewniki Stare i Walim oraz miejscowość Walimek z dotychczasowej gromady Bonin-Ogrodniki ze zniesionej gminy Hołowczyce w tymże powiecie. Dla gromady ustalono 11 członków gromadzkiej rady narodowej.
1 stycznia 1956 gromada weszła w skład nowo utworzonego powiatu łosickiego w woj. warszawskim.
W listopadzie 1957 gromada miała 15 członków gromadzkiej rady narodowej.
31 grudnia 1959 z gromady Litewniki Nowe wyłączono wieś Walim i kolonię Walim, włączając je do gromady Kornica Nowa w tymże powiecie, po czym gromadę Litewniki Nowe zniesiono a jej (pozostały) obszar włączono do gromady Hołowczyce tamże.